# 涌谷町立箟岳白山小学校
涌谷町立箟岳白山小学校（わくやちょうりつ ののだけはくさんしょうがっこう）は、宮城県遠田郡涌谷町にある公立小学校。

## 概要
- 本校は、涌谷町北東部にある学校である。2023年（令和5年）4月1日時点の児童数は92名。

## 沿革
- 2016年（平成28年）
  - 4月1日 - 箟岳小学校と小里小学校が統合し、旧箟岳小学校を仮校舎として箟岳白山小学校が開校。
  - 4月3日 - 開校記念式典開催。
  - 7月7日 - 学力向上サポートプログラム事業実施。以後、年3回実施。
- 2017年（平成29年）
  - 3月6日 -太田字台78番2号に完成した新校舎に移転し、供用開始。
  - 3月17日 - 開校記念植樹式。
  - 4月28日 - 学校みどりの日記念植樹。校木をプラタナスと制定。
  - 5月19日 - 学習田での稲作体験活動開始 。
  - 8月28日 - 外構整備工事（駐車場舗装・駐輪場改修・南側フェンス設置）。
- 2018年（平成30年）8月21日 - 体育館緞帳改修工事。

## 学区
- 小里北地区（長根・岸ヶ森）、小里南地区（松崎・表・菅ノ沢・成沢・脇）、箟産太田地区（箟岳・産仮小屋・太田・堂ヶ崎）、箟岳西地区（吉住・新田・猪岡・丸山・馬追・長泥）、箟岳東地区（大谷地・短台・笠石）

## 周辺
- 宮城県道29号河南築館線

## アクセス
- JR石巻線涌谷駅から、
  - 涌谷町民バス箟岳山線で、「箟岳白山小学校前」バス停まで41分。ただし、第2便の涌谷高校行は、小学校前は経由しない。
  - 車で、約9.7km・約19分。
- JR気仙沼線のの岳駅から車で、約5.2km・約10分。